# اندیس بلوطستان۲
بلوطستان۲ یک اندیس غیرفلزی است که در حوالی شهر مهران استان ایلام قرار دارد و مادهٔ معدنی موجود در آن، نمک است.  